# Ianeira palaemon
Ianeira palaemon är en insektsart som beskrevs av Rauno E. Linnavuori 1969. Ianeira palaemon ingår i släktet Ianeira och familjen dvärgstritar. Inga underarter finns listade i Catalogue of Life.